# サチン・ボウミック
サチン・ボウミック（Sachin Bhowmick、1930年7月17日 - 2011年4月12日）は、インドの脚本家、映画監督。マハーラーシュトラ州ムンバイ出身。
ヒンディー語映画の脚本を中心に94本もの映画を手がけている。1968年にはフィルムフェア賞ベストストーリー賞を受賞している。